# Condado de Simcoe
O Condado de Simcoe é uma subdivisão administrativa da província canadense de Ontário. Sua capital é Barrie, embora o condado não possua nenhum poder sobre esta cidade, o que torna Barrie de facto uma cidade independente. Possui uma área de 4 840,54 de km², uma população de 377 050 habitantes e uma densidade demográfica de 78,4 hab/km².